# Syddansk Universitetsbibliotek
Syddansk Universitetsbibliotek (forkortet: SDU’s bibliotek) er et offentligt tilgængeligt bibliotek på Syddansk Universitet, med afdelinger i seks byer, primært i den syddanske region: Esbjerg, Kolding, Odense, Slagelse, Sønderborg og også i København. Biblioteket betjener primært forskere og studerende ved Syddansk Universitet, men også virksomheder, organisationer og uddannelsesinstitutioner som gymnasier er blandt dets brugere.
SDU’s bibliotek giver adgang til bøger, tidsskrifter, aviser, kort, noder, mikrofilm og en lang række elektroniske ressourcer. Biblioteket har en fysisk samling på næsten halvanden millioner bind og giver adgang til over 200.000 elektroniske tidsskrifter, cirka 750.000 e-bøger og mere end 500 forskellige online databaser pr. juni 2022. Samlingerne dækker primært områderne for forskning og undervisning ved Syddansk Universitet, men næsten alle fagområder er repræsenteret i bibliotekets samlinger.

## Services
SDU’s bibliotek tilbyder en lang række services til sine brugere. Bl.a. driver biblioteket en række forskerservices i forhold til bibliometri og forskningsregistrering og har kontaktbibliotekarer med ansvar for alle institutter og centre.
Til studerende tilbydes bl.a. vejledninger og Libguides, ligesom SDU’s bibliotek har en betydelig undervisningsvirksomhed, hvor brugerne rådgives om informationssøgning og studieadfærd i forskellige sammenhænge. Biblioteket har desuden etableret samarbejde med en række andre SDU-enheder og fagmiljøer, der skal hjælpe studerende i forhold til generiske studiekompetencer.
Biblioteket underviser desuden studerende og forskere i informationskompetence, ophavsret, ansvarlig forskningspraksis, opgaveskrivning og Citizen Science.
Biblioteket indgår i arbejdet med at virkeliggøre SDU’s Open Science-politik, og medvirker til at sikre, at en stor del af forskernes publikationer er tilgængelige som Open Access.

## Samarbejder
SDU's bibliotek indgår i det landsdækkende samarbejde på biblioteksområdet og kan derfor skaffe bøger fra alle forsknings- og folkebiblioteker i Danmark. Biblioteket samarbejder også med en række udenlandske partnere om fremskaffelse af bøger og tidsskrifter – i trykt og digital form. 
Syddansk Universitetsbibliotek har desuden et strategisk partnerskab med Odense Bibliotekerne, der omhandler elektroniske systemer, magasiner, gymnasier og Citizen Science.
Biblioteket har i en årrække tilbudt en række faglige brobygningstiltag til gymnasieskolen.

## Citizen Science
I 2021 åbnede SDU’s Videncenter for Citizen Science, et partnerskab mellem SDU’s fakulteter, biblioteket og andre partnere. Centret, der har til huse på SDU’s bibliotek, deltager i nationale og internationale projekter og samarbejder med SDU-forskere samt en bred vifte af institutioner medier og private virksomheder, eksempelvis ved det flerårige projekt "Et Sundere Syddanmark". 

## Historie
SDU’s bibliotek (dengang Odense Universitetsbibliotek) blev grundlagt i 1965, et år før det daværende Odense Universitet. I de første år lå biblioteket i en gammel skjortefabrik på Islandsgade i Odense centrum, men i takt med fremdriften af byggeriet af det nye universitet kunne biblioteket for første gang åbne for lånerne på Campusvej i 1972.
Fra 1999 medførte fusionen af Odense Universitet, Handelshøjskole Syd, Ingeniørhøjskole Syd og Sydjysk Universitetscenter navneskift til Syddansk Universitetsbibliotek som en konsekvens af sammenlægningen af forskningsbibliotekerne tilknyttet de fire institutioner. Senere blev SDU fusioneret med Ingeniørhøjskolen Odense Teknikum, Handelshøjskolecentret Slagelse og Statens Institut for Folkesundhed hvorved deres biblioteker også blev en del af SDU’s bibliotek.
Som en del af den fysisk samling på lidt under halvanden millioner bøger huser SDU’s bibliotek en række særsamlinger, bl.a. Herlufholm-samlingen (som blev købt i 1968) og Jazzsamlingerne. I 2018 opdagede en forskergruppe på SDU at særsamlingerne husede en række giftige bøger. Det blev en historie, der gik verden rundt.